# Lista de presidentes do Grêmio Foot-Ball Porto Alegrense
Abaixo está uma lista com todos os presidentes do Grêmio Foot-Ball Porto Alegrense.